# Kaapse mus
De Kaapse mus (Passer melanurus) of mossie is een zangvogel uit de familie van mussen (Passeridae), gevonden in zuidelijk Afrika. Een middelgrote mus op 14-16 cm, het heeft opvallende veren, waaronder grote bleke hoofdstrepen bij beide geslachten. Zijn verenkleed is meestal grijs, bruin en kastanjebruin, en het mannetje heeft enkele opvallende zwart-witte aftekeningen op zijn hoofd en nek. De soort leeft in semi-aride savanne, gecultiveerde gebieden en steden, en strekt zich uit van de centrale kust van Angola tot oostelijk Zuid-Afrika en Swaziland. Drie ondersoorten worden onderscheiden in verschillende delen van het assortiment.

## Kenmerken
De Kaapse mus bereikt een lichaamslengte van 14 tot 16 centimeter. Er is een opvallend geslachtsdimorfisme, de mannetjes zijn duidelijk meer contrastrijk van kleur dan de vrouwtjes. Bij beide geslachten is de snavel zwart, de ogen donkerbruin en de poten zwart.
De mannetjes van de nominaatvorm Passer melanurus melanurus hebben een zwarte schedel, de bovenvacht is bruingrijs en de ondervacht is kastanjebruin. De veren van de vacht eindigen elk met een grijze punt. De bovenste staartdekveren zijn donker grijsbruin. De staartpennen zijn zwartbruin met een grijsbruine rand en een kaneelkleurige punt. Een brede witte band loopt van het uiteinde van het oog in een halvemaanvorm naar de nek. Het gebied van de basis van de snavel tot het oog, de wangen, de kin en het midden van de keel zijn zwart en er is een breed zwart slabbetje op de borst. De rest van de onderkant van het lichaam is witachtig, aan de zijkanten en flanken is dit wit bedekt met olijfgrijs.
De vrouwtjes hebben een doffe grijsbruine kop, de ondervacht is roodbruin, de rest van het bovenlichaam is gekleurd als het mannetje. Er is een bruin-witte streep boven het oog. Het gebied van de basis van de snavel tot het oog, de oorkappen en de bovenzijden van de nek zijn mat grijsbruin. Voor in de hals loopt een bruin-witte band. De onderkant van het lichaam is witachtig, de zijkanten en flanken zijn bruingrijs uitgewassen. Jonge vogels lijken op de volwassen vrouwtjes, maar zijn iets bruiner aan de bovenzijde van het lichaam, het gezicht, de keel en de borst is bleker.
In de voormalige provincie Transvaal begint de volledige rui van de volwassen Kaapse mussen tijdens het broedseizoen en duurt minimaal 150 dagen. Bij vogels die in de provincie Vrijstaat werden waargenomen, verliep de rui echter veel sneller en was deze na twee maanden voltooid.

## Mogelijke verwarring met andere vogelsoorten
De halvemaanvormige witte vlek op de kop maakt het mannetje van de Kaapse mus onmiskenbaar. Er is echter een mogelijkheid van verwarring tussen de vrouwtjes van Kaapse mus, huismus (Passer domesticus) en Mozambiquemus (Passer diffusus). Het vrouwtje van de Kaapse mus verschilt van het vrouwtje van de huismus door de kastanjebruine stuit, de streep boven het oog, die kenmerkend is voor het vrouwtje van de Kaapse mus, ontbreekt bij de Mozambiquemus.

## Verspreidingsgebied
De Kaapse mus is endemisch in zuidelijk Afrika. Het komt voor in Namibië, Botswana, Angola, Zimbabwe, Lesotho en de Republiek Zuid-Afrika. Het bereik van de Kaapse mus beslaat 1.770.000 vierkante kilometer. Het verspreidingsgebied is de afgelopen jaren uitgebreid, aangezien de Kaapse mus als culturele opvolger profiteert van de toenemende uitbreiding van nederzettingen en landbouwgebieden. In de noordelijke buitenwijken van Johannesburg en Pietermaritzburg is de bevolkingsdichtheid de afgelopen jaren toegenomen, terwijl deze in de buitenwijken van Kaapstad is afgenomen. In de buurt van de Zuid-Afrikaanse stad Bloemfontein is de bevolkingsdichtheid 152 broedparen per 100 hectare.
De Kaapse mus is een inwonende vogel, maar er zijn enkele korte migraties buiten het broedseizoen. In de Vrijstaat verplaatsen de Kaapse mussen die in het binnenland van de steden leven zich na het broedseizoen zo'n 300 tot 500 meter. De bevolkingsgroepen die in de buitenwijken en dorpen wonen, vormen grote, soms nomadische, migrerende troepen.

## Leefgebied
Het leefgebied van de Kaapse mus zijn semi-aride gebieden met een jaarlijkse regenval van minder dan 750 millimeter. De vogel geeft de voorkeur aan open grasland savannes die dun bevolkt zijn met doornstruiken en schaarse groepen bomen. Het komt vooral veel voor langs rivierbeddingen. Het koloniseert ook landbouwgebieden, boerderijen, nederzettingen en wordt ook gevonden in het binnenland van grote steden. Halverwege de jaren 1950 begon de Kaapse mus de wijngaarden in het zuidwesten van de Kaapprovincie te koloniseren. Daar voedde hij zich eerst met zaden, maar begon toen steeds meer druiven te eten en daar aanzienlijke schade aan te richten. De vogels vallen nu ook boomgaarden binnen en eten daar knoppen. Ze geven de voorkeur aan perenknoppen. Vooral in het zuiden van hun verspreidingsgebied komen ze vaker voor in landschapstypen die sterk door de mens zijn hervormd dan in open grasland savannes.

## Levenswijze
De Kaapse mus is een sociale vogelsoort. Buiten het broedseizoen leven de vogels in grote zwermen en worden ze vaak geassocieerd met Kaapse wevers en vuurwevers. Over het algemeen is de Kaapse mus een kleine schuwe vogel die naar voedsel zoekt op de manier die typisch is voor een mus. Hij beweegt bijna altijd met beide benen huppelend. Huismussen en Mozambiquemussen zijn vaak in de buurt te zien.
De Kaapse mus profileert zichzelf af en toe tijdens de vlucht als jager. Vanaf een zitplaats begint hij een korte vlucht naar voorbij vliegende insecten. Hoewel dit omslachtig en niet zo elegant lijkt als bijvoorbeeld bij de grauwe vliegenvanger (Muscicapa striata), is het soms toch succesvol. Hij is afhankelijk van regelmatig drinken en wordt daarom nooit ver van waterpunten gevonden.

## Voortplanting
Kaapse mussen nestelen individueel of in losse kolonies, bestaande uit 50 tot 100 broedparen. Ongeveer tien procent van de vogels in de populaties zijn alleenbroeders, de rest broedt in kolonies. Soms zijn er tot 30 nesten in een enkele boom. De broedkolonies liggen zo'n tien tot twintig kilometer uit elkaar. De broedparen zijn duidelijk territoriaal en verdedigen krachtig de directe nestomgeving. Kaapse mussen zijn monogaam, de broedparen blijven het hele jaar bij elkaar en hebben vermoedelijk een relatie die duurt tot de dood van een partnervogel. De paren zijn te vinden in de zwermen die zich buiten het broedseizoen vormen. Koppels die klaar zijn om te broeden verlaten de kudde en gaan op zoek naar geschikte broedplaatsen. Dit gedrag is in eerste instantie alleen in de ochtenduren waar te nemen, wanneer ze een geschikte locatie hebben gevonden, brengen ze het grootste deel van de dag in de buurt van deze locatie door. Andere paren voegen zich dan bij hen, wat resulteert in de vorming van een broedkolonie.

### Balts en paring
De balts van de Kaapse mus is vergelijkbaar met de balts van andere Passer-soorten: het hofmakende mannetje springt rond het vrouwtje met hangende vleugels en gegolfd ruggevederte. Aan het begin van het baltstijdseizoen is er ook groepsbalts. Twee of meer mannetjes maken het vrouwtje het hof, opgewonden tjilpend en naar het vrouwtje pikkend. Als het vrouwtje opvliegt, volgen de mannetjes haar. Zowel het vrouwtje als het mannetje dat ermee gepaard gaat, stoten de andere vrijende mannetjes af door naar hen te pikken. Af en toe grijpen de vechtende vogels elkaar bij de snavels. Paring vindt meestal alleen plaats binnen de paarrelatie. Het vrouwtje hurkt neer en wordt vervolgens door het mannetje gedekt.

### Nest
Het nest is een kogelnest met een zij-ingang. Het is niet bijzonder zorgvuldig gebouwd; het nestmateriaal dat aan de buitenkant niet is bewerkt, hangt meestal losjes. Kaapse mussen gebruiken droge grassprieten, kleine twijgen, koorden, vodden, tuinkersbloemen en vezels van walstro (Galium). De eigenlijke nestkom is bekleed met veren, haar, wol en ander zacht materiaal. Het nest wordt meestal gemaakt in met doornen bezette bomen zoals paraplu-acacia's (Vachellia tortilis). Kaapse mussen gebruiken ook de nesten van zwaluwen en wevervogels. Ze broeden in holtes in bomen en aarden wallen, tussen klimplanten en beschermde holtes op of bij gebouwen, of dat nu onder losse dakpannen is of in muurgaten of nissen onder de overkapping. Eenzame nesten worden meestal gevonden in lage struiken en op telegraafpalen. Het nest wordt door beide oudervogels gebouwd.

### Legsel
In grote delen van het verspreidingsgebied kunnen Kaapse mussen het hele jaar door broeden, maar brengen echter 95 procent van hun nakomelingen groot in het voormalige Transvaal in de periode van augustus tot maart en in de voormalige Kaapprovincie tot 90 procent in de periode van augustus tot december.
Het legsel bestaat meestal uit drie tot vier eieren. Er zijn al tot twaalf eieren in een nest gevonden, maar het is vrijwel zeker een legsel van meer dan één vrouwtje. De eieren zijn groenachtig of blauwachtig wit en hebben grijsbruine en donkerbruine vlekken en krabbels. In droge gebieden brengen Kaapse mussen gewoonlijk twee broedsels per jaar groot. Kaapse mussen die broeden in gebieden die door mensen zijn gevormd, kunnen tot zes broedsels per jaar grootbrengen.
Kaapse mussen beginnen uit te komen met het eerste leggen van eieren. Overdag zijn beide oudervogels in gelijke mate betrokken bij de incubatie van het legsel. Tijdens de nacht broedt het vrouwtje alleen terwijl het mannetje in de buurt rust.

### Jonge vogels
De nestvogels komen over een periode van twee tot drie dagen uit. Ze zijn aanvankelijk naakt en blind, pas op de vijfde levensdag openen ze hun ogen en verschijnen de eerste veren. Beide oudervogels behoeden en voeren de jonge vogels. De oudervogels brengen zo'n 10 tot 12 keer per uur voer, dat zich bevindt in de nestboom of binnen een straal van 500 meter. De nestjongen krijgen bijna uitsluitend insecten als voedsel.
De jongen vliegen na gemiddeld 17 dagen uit. Ze blijven nog een tot twee weken in de buurt van de oudervogels en worden gedurende deze tijd nog steeds gevoerd door de oudervogels. Af en toe gebruiken ze hetzelfde rustnest als hun oudervogels gedurende twee tot vijf maanden nadat ze zijn uitgevlogen.

### Broedsucces en levensverwachting
In het zuidwesten van de voormalige Kaapprovincie komen jonge vogels uit elk tweede ei en overleven tot het moment van de vlucht. In de Vrijstaat daarentegen is dit reproductiepercentage 69 procent. Voor het zuidwesten van het voormalige Transvaal wordt geschat dat in semi-aride gebieden elk koppel drie tot vijf jonge vogels per broedseizoen grootbrengt.
In de Vrijstaat bereikte een geringde vogel een leeftijd van 7 jaar en 10 maanden. In het voormalige Transvaal legt de Diederikkoekoek (Chrysococcyx caprius) eieren in 10 tot 20 procent van de nesten.

## Ondersoorten
De volgende drie ondersoorten worden onderscheiden:
- Passer melanurus melanurus (Statius Müller, 1776) - Komt voor van het zuidwesten van Zuid-Afrika oostwaarts tot het zuidwesten van de provincie Vrijstaat. De nominaatvorm is hierboven beschreven.
- Passer melanurus damarensis Reichenow, 1902 - Komt voor in Angola, Namibië, het noorden van de voormalige Kaapprovincie, in Zimbabwe en in het westen en noorden van het voormalige Transvaal. Het zwart van het verenkleed is meer uitgesproken bij de mannetjes. Het vrouwtje is lichter dan die van de nominaatvorm.
- Passer melanurus vicinus Clancey, 1958 - Komt voor in het midden en zuiden van het voormalige Transvaal, in Eswatini, KwaZoeloe-Natal, Lesotho en het oosten van de voormalige Kaapprovincie. Bij de mannetjes zijn de zwarte delen van het verenkleed glanzender, de onderkant van het lichaam is lichter. De vrouwtjes hebben een donkerder bovenlichaam dan dat van de nominaatvorm.